# Mons
För andra betydelser, se Mons (olika betydelser).
Mons (nederländska: Bergen) är en stad i mellersta Belgien. Den är huvudort i provinsen Hainaut, Vallonien.
Staden uppstod kring ett romerskt läger, omkring 650 grundades här ett kloster. Staden hade sin största blomstring under 1400- och 1500-talen. Bland stadens kyrkor märks katedralen Sainte Waudru, byggd i sengotik 1460-1519. Rådhuset på Grande Place dateras också från slutet av medeltiden. Den har ett litet kupolt torn på taket. I Mons finns en frittstående Beffroi med 84 m höjd.
Sedan 1967 är Natos militära högkvarter Supreme Headquarters Allied Powers Europe (SHAPE) beläget utanför staden. Le beffroi de Mons har varit en världsarvslista UNESCO sedan den 1 december 1999. Tillsammans med den tjeckiska staden Plzeň, var Mons Europas kulturhuvudstad 2015.
Varje år i augusti går det stora travloppet Grand Prix de Wallonie av stapeln på Hippodrome de Wallonie i Mons. Det är ett Grupp 1-lopp, det vill säga ett lopp av högsta internationella klass, och det största travloppet i Belgien.

## Kända personer
- François-Joseph Fétis
- Jean-Charles Houzeau
- Orlando di Lasso
- Paul Émile de Puydt

## Vänorter
- Vannes
- Sefton (Bootle)
- Changsha
- Little Rock

## Bildgalleri

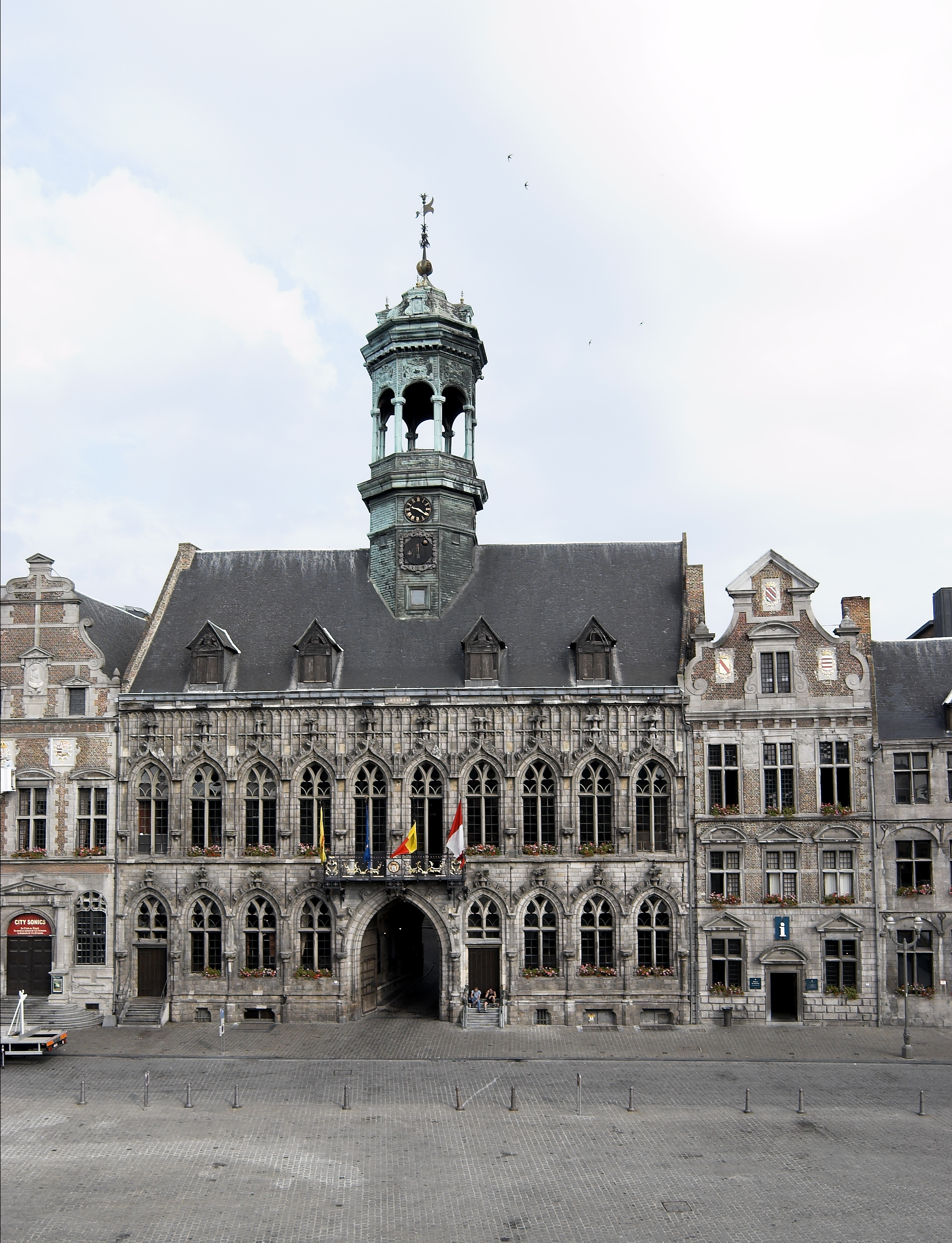
Stadshuset.
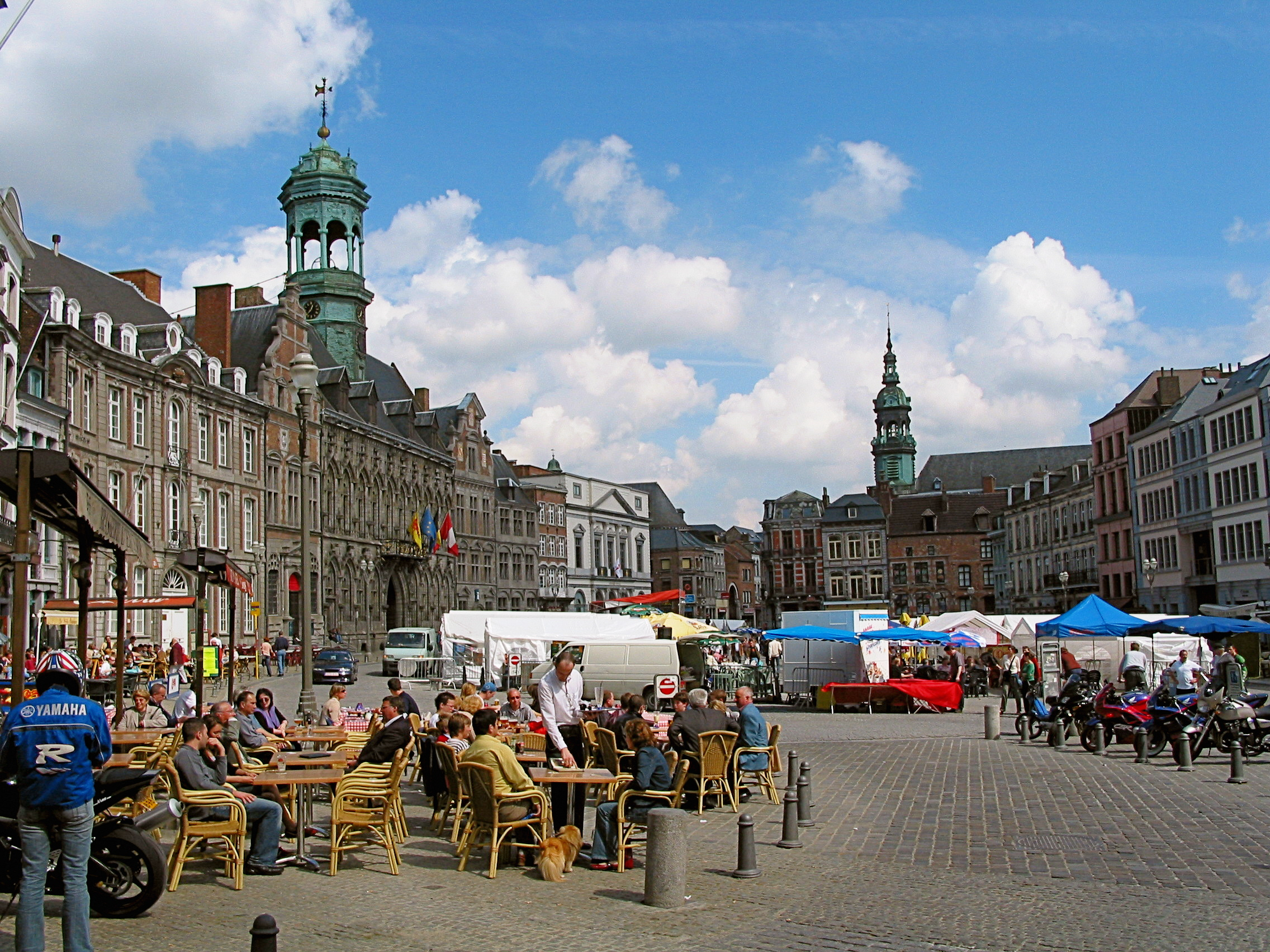
La Grand'Place.
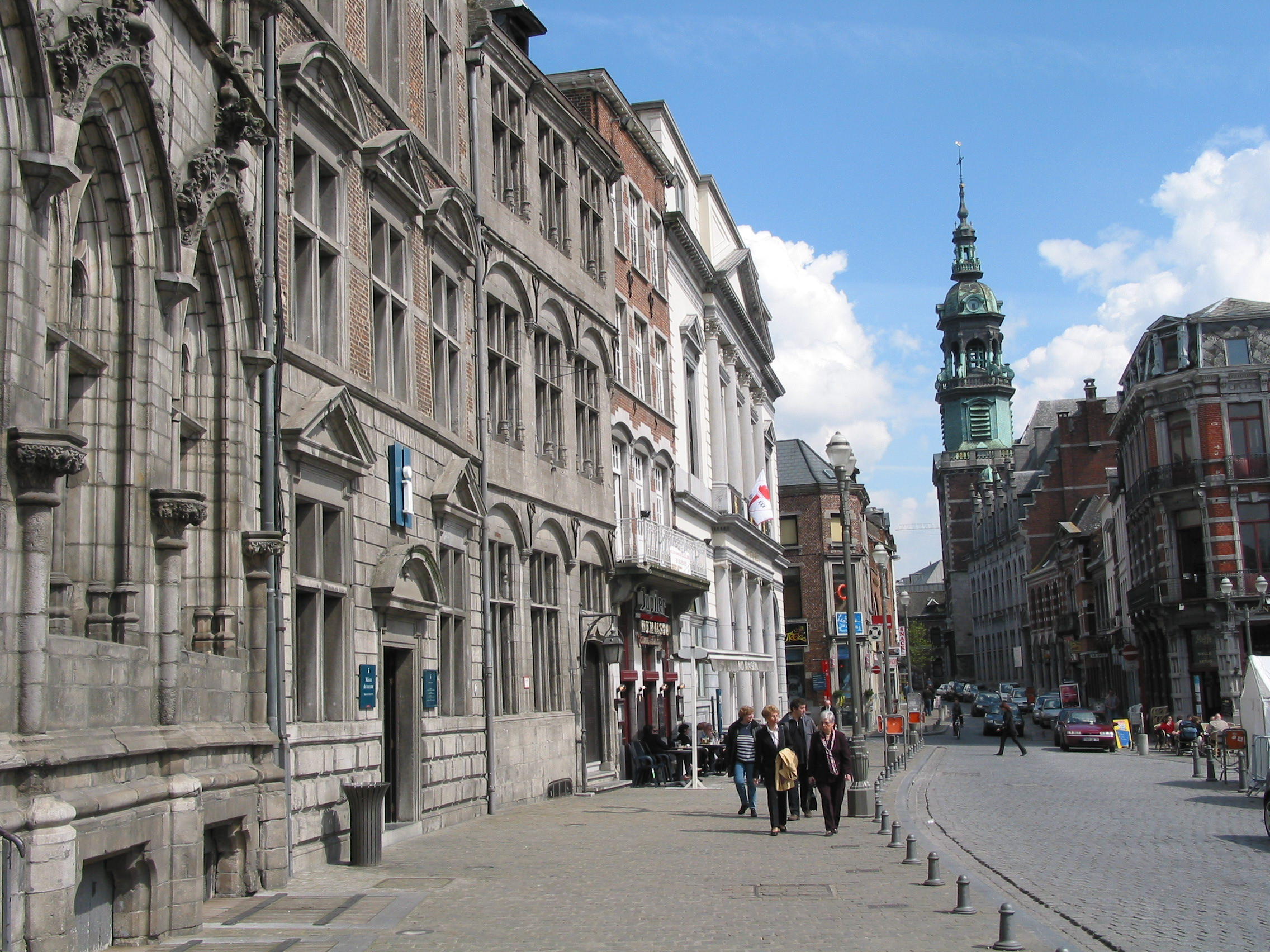
Rue de Nimy och St. Elisabethkyrkans klocktorn.
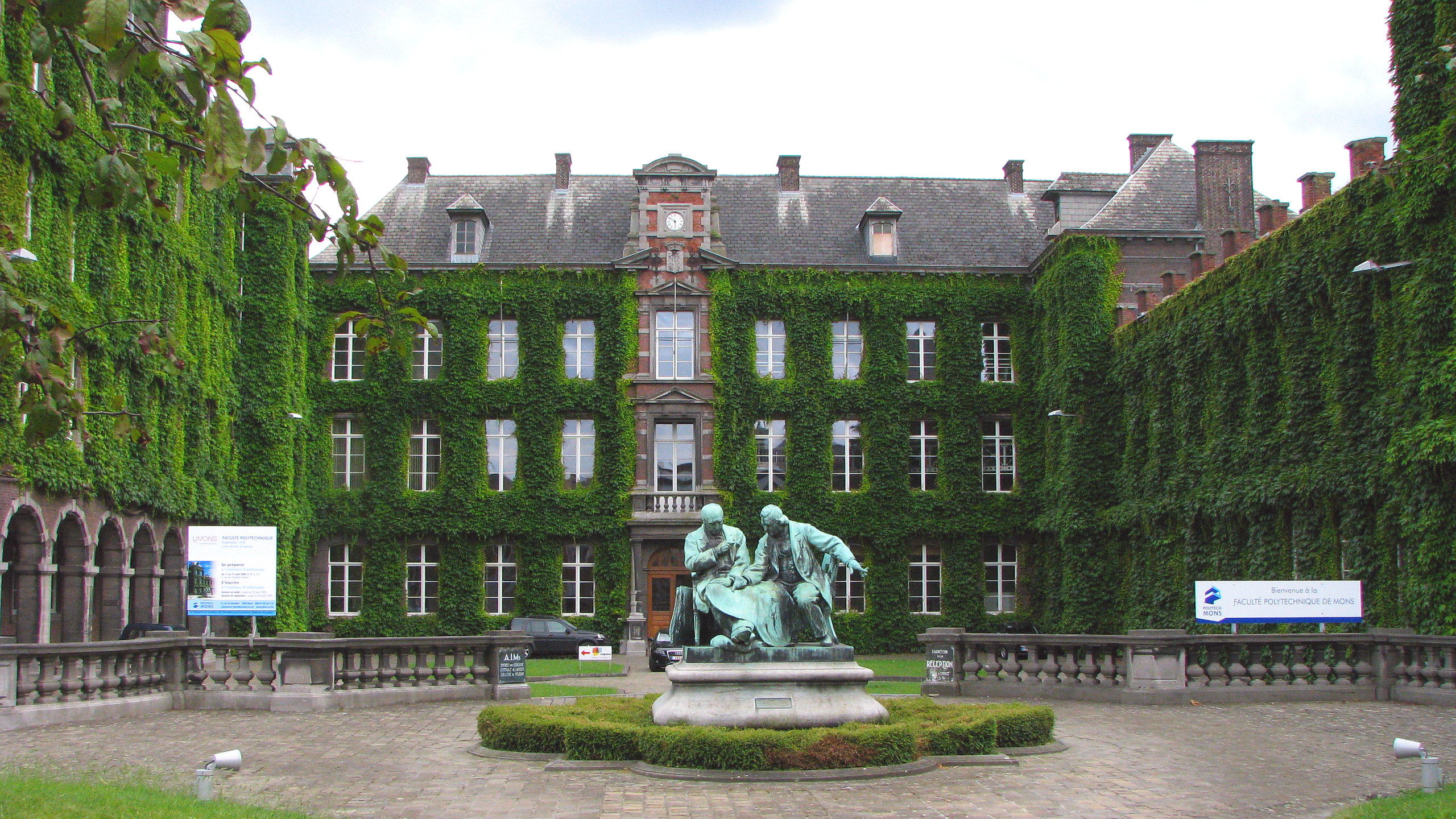
Université de Mons, första byggnaden av Facultte Polytechnique.